# Хидиш (Бихор)
Хидиш (рум. Hidiș) насеље је у Румунији у округу Бихор у општини Помезеу. Oпштина се налази на надморској висини од 148 m.

## Становништво
Према подацима из 2002. године у насељу је живело 421 становника, од којих су сви румунске националности.